# Box Elder (Montana)
Box Elder is een plaats (census-designated place) in de Amerikaanse staat Montana, en valt bestuurlijk gezien onder Chouteau County en Hill County.

## Demografie
Bij de volkstelling in 2000 werd het aantal inwoners vastgesteld op 794.

## Geografie
Volgens het United States Census Bureau beslaat de plaats een oppervlakte van
14,9 km², geheel bestaande uit land. Box Elder ligt op ongeveer 809 m boven zeeniveau.

## Plaatsen in de nabije omgeving
De onderstaande figuur toont nabijgelegen plaatsen in een straal van 20 km rond Box Elder.